# Acacia neovernicosa
Acacia neovernicosa là một loài thực vật có hoa trong họ Đậu. Loài này được Isely miêu tả khoa học đầu tiên.